# Rio Pinhal
O rio Pinhal, ou arroio Pinhal, é um curso de água do estado do Rio Grande do Sul. Ele é afluente do rio Caí, que compõe a bacia hodográfica do rio Caí. Tem sua nascente na zona urbana de Caxias do Sul e corre à margem da rodovia BR-116, passando por Galópolis, região administrativa de Caxias do Sul, onde ocorre a Cascata Véu de Noiva.